# Rhône (megye)
Rhône (IPA: [ʁon]; arpetánul: Rôno) a 83 eredeti département egyike, amelyeket a francia forradalom alatt 1790. március 4-én hoztak létre.
2015. január 1-e óta már csak a Métropole de Lyon-on kívüli területekből áll a megye. Így a 2012. január 1-i 1 762 866 lakosából csak 471 026 maradt a szétválás eredményeként.

## Elhelyezkedése
Franciaország délkeleti részén terül el, Auvergne-Rhône-Alpes régió (2015 végéig Rhône-Alpes régió) része. A megyét keletről Ain és Métropole de Lyon, délről Isère, nyugatról Loire, északról pedig Saône-et-Loire megyék határolják.

## Települések
A megye legnagyobb városai 2012-ben:
| Település              | Népesség |
| ---------------------- | -------- |
| Villefranche-sur-Saône | 36 241   |
| Tarare                 | 10 401   |